# Thierry Tusseau
Thierry Tusseau (Nogent-sur-Marne, 1958. január 19. –) Európa-bajnok francia labdarúgó, hátvéd, középpályás.

## Pályafutása

### Klubcsapatban
1975 és 1983 között a Nantes labdarúgója volt, ahol három bajnoki címet és egy francia kupa győzelmet ért el a csapattal. 1983 és 1986 között a Bordeaux játékosa volt és két bajnoki címet és egy francia kupát nyert az együttessel. 1986 és 1988 között az RC Paris, 1988 és 1991 között a Stade de Reims csapatában szerepelt. Az aktív labdarúgást 1991-ben hagyta abba. 

### A válogatottban
1977 és 1989 között 22 alkalommal szerepelt a francia válogatottban. 1984-ben a hazai rendezésű Európa-bajnokságon aranyérmes lett a válogatottal. 1986-os világbajnokságon Mexikóban is részt vett, ahol bronzérmet szerzett az együttessel.

## Sikerei, díjai
Franciaország
- Európa-bajnokság
  - aranyérmes: 1984, Franciaország
- Világbajnokság
  - bronzérmes: 1986, Mexikó

 FC Nantes
- Francia bajnokság
  - bajnok: 1976–77, 1979–80, 1982–83
  - 2.:1977–78, 1978–79, 1980–81
- Francia kupa (Coupe de France)
  - győztes: 1979
  - döntős: 1983
- Kupagyőztesek Európa-kupája (KEK)
  - elődöntős: 1979–80

 Girondins de Bordeaux
- Francia bajnokság (Ligue 1)
  - bajnok: 1983–84, 1984–85
- Francia kupa (Coupe de France)
  - győztes: 1986